# Hermelin
Hermelin eller lekatt (Mustela erminea) är ett litet mårddjur i släktet Mustela.
Artepitet erminea i det vetenskapliga namnet är det gammalfranska ordet för hermelin.

## Utseende

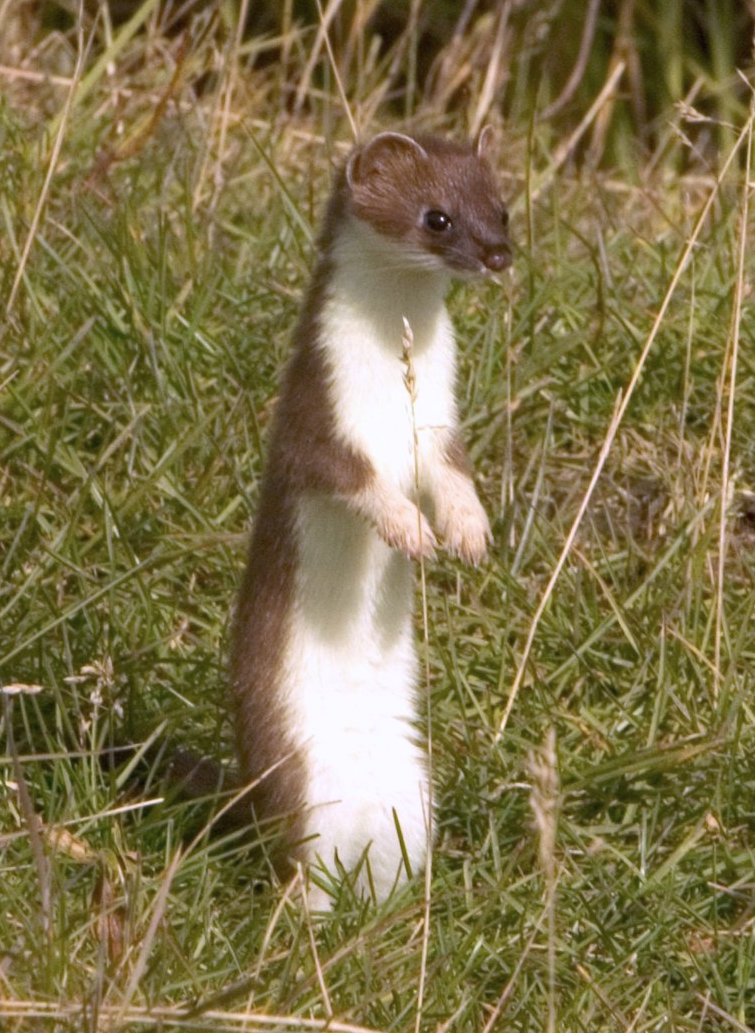
Hermelin i sommarpäls

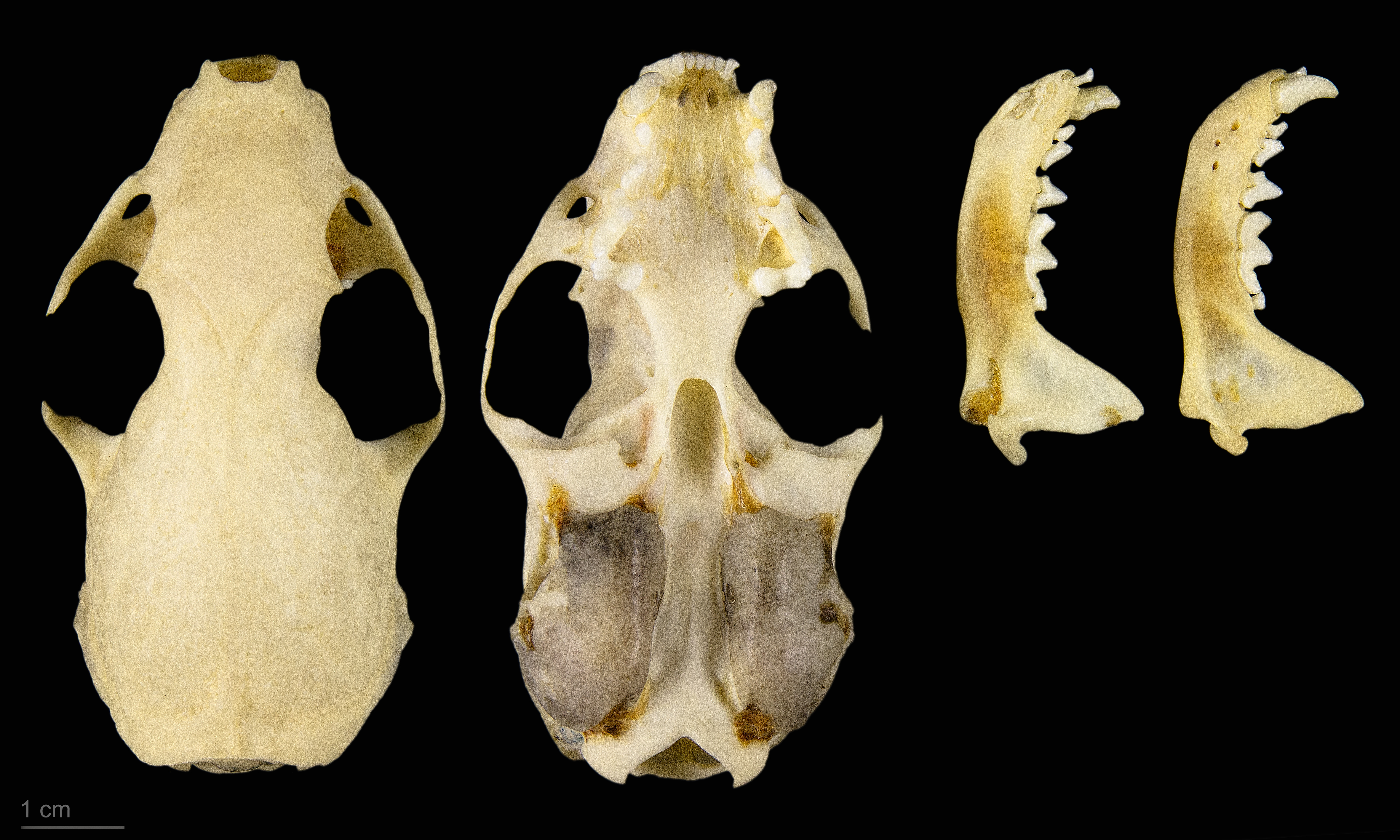
Mustela erminea

På sommaren är pälsen ljusbrun med ljusgul undersida. Vintertid är den helvit förutom svansspetsen som är svart året om. Kroppslängden är cirka 16 till 29 centimeter, svansen är 8 till 12 centimeter. Hanen är större än honan. Hannar når en vikt upp till 450 gram medan honor bara når en vikt av 150 gram.
Trots att den lever långt norrut, är den byggd lång och smal, vilket leder till en större kroppsyta i förhållande till volymen och ökad värmestrålning från kroppen. Fördelarna med denna kroppsbyggnad är att den är ett av de få rovdjur som kan följa små däggdjur in i deras bon. Den kompenserar också för kroppsbyggnaden genom att ha korta ben, små öron, hög ämnesomsättning och under vintern tjock päls.

## Utbredning
Hermelinen kan påträffas över hela de nordliga tempererade, subarktiska och arktiska regionerna, det vill säga i Europa, Asien, Kanada och USA. Den introducerades i Nya Zeeland i ett misslyckat försök att kontrollera kaninbeståndet, och anses där vara ett skadedjur eftersom den äter ägg och ungar hos inhemska fågelarter. Det som sällan nämns i dessa sammanhang är att hermelinen föredrar unga kaniner och råttor och att fåglar är en sekundär foderkälla. I Sverige finns hermelinen över hela landet utom på Gotland, där den tidigare fanns men nu troligen är utdöd. Den är vanligare i bruten terräng och i fjälldalarna. Förekomsten varierar också med tillgången på smågnagare.

## Ekologi

### Jakt och föda

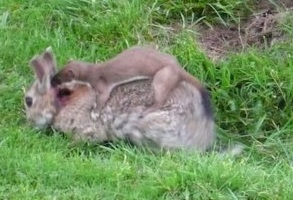
Hermelin som dödar en kanin

Hermelinen är ett opportunistiskt rovdjur: den äter främst små gnagare som möss, råttor, sorkar och lämlar. Harungar, kaniner, fåglar och deras ägg och ungar, och ibland ingår också fisk, grodor, insekter och daggmaskar i födan. Mer sällan äter hermelinen även frukter.
Den är en mycket skicklig trädklättrare och kan klättra nedför en trädstam med huvudet först likt en ekorre. Hermelinen klarar att döda byten som är mycket större än den själv. 
Om den hittar mer kött än den kan äta, idkar den överskottsjakt och lagrar ofta den extra födan inför framtiden. I likhet med andra mårddjur avlivar den vanligen sitt byte genom att bita det i skallbasen för att komma åt vitala hjärncentra, till exempel andningscentrum. Ibland gör den också preliminära bett i andra delar av kroppen.
I de flesta områden samexisterar den med småvesslan (Mustela nivalis), och i denna situation minskas konkurrensen genom att småvesslan generellt tar mindre byten och hermelinen något större. Om småvessla inte förekommer i området, är hermelinen ofta mindre än 70 gram. Hannarna är mycket större än honorna och tar generellt större byten.
Kommunikation och spårning av bytet sker huvudsakligen genom luktsinnet, som hos hermelinen liksom hos många andra däggdjur är högt utvecklat. Detta leder också till att mycket av denna kommunikation undgår mänskliga observatörer. Hermelinen antas kunna identifiera honor som är i ägglossning via lukten, och även kön, hälsotillstånd och ålder hos bytet. Vissa råttdjur såsom sorkar har anpassat sig till detta och kan därigenom stänga ned reproduktionen (som gör att honorna blir långsammare och mer lättfångade byten) om de känner lukten av mårddjur.
Hermelinens syn är sämre än människans och färgseendet är dåligt, även om nattseendet är mycket bra. De har dikromatiskt färgseende och är därför sämre på att känna gradskillnader i ljusets våglängd. Känselinformation tas emot via morrhåren.
Hermelinen själv faller ibland offer för större rovdjur, rovfåglar och ugglor, men beståndet påverkas inte nämnvärt.

### Aktivitet och revir
Hermelinen är huvudsakligen aktiv under natten och gryningen men kommer ibland ut dagtid.
Hermelinen är territoriell och relativt intolerant mot andra djur i sitt revir, speciellt av samma kön . Inom sitt revir har den normalt flera bon, ofta övertagna från bytesdjur. Den lever vanligtvis ensam, utom under parningen eller en hona med en äldre unge. Revirets storlek varierar mellan 4 och 200 hektar för hanar medan honans territorium är 10 till 40 hektar stort.

### Fortplantning

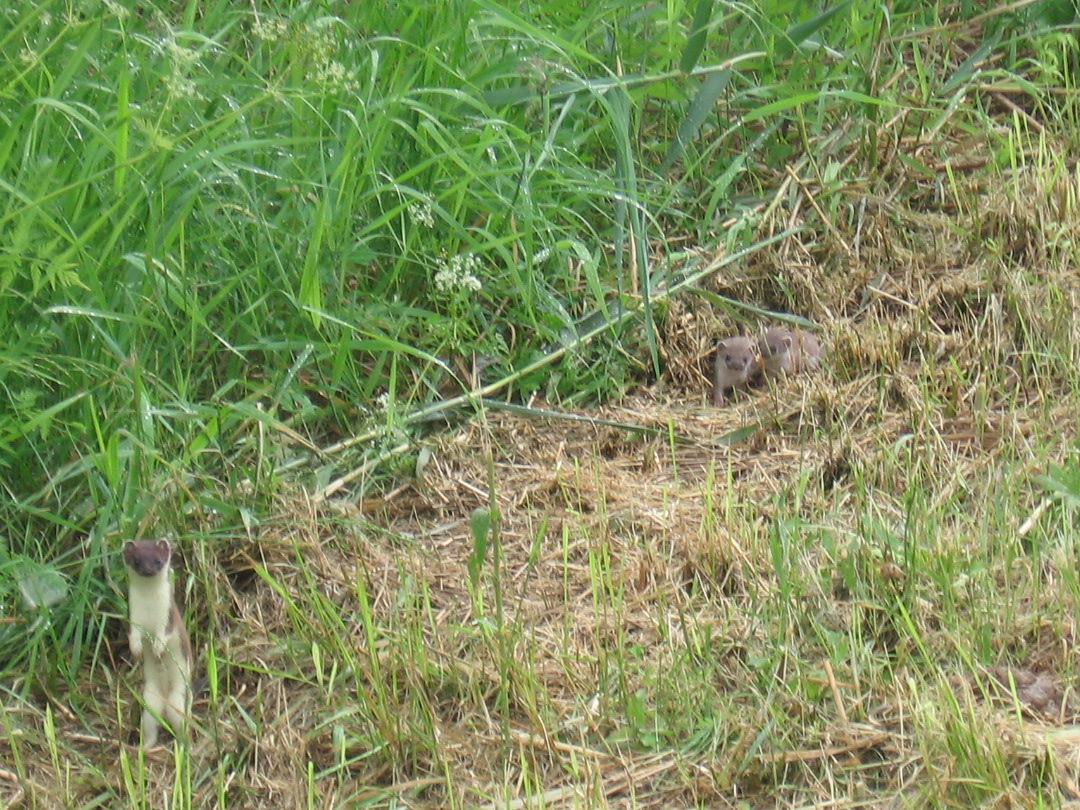
Hermelin med två ungar (gråa, en bit bakom och till höger om modern).

Den parar sig en gång varje år och får flera ungar i varje kull. Parningen är promiskuös – den parar sig under hela parningssäsongen med flera partner, och hannarna tvingar sig ofta på honorna men deltar inte senare i skötseln av avkomman. Ibland händer detta när honan är så ung att hon inte ens har lämnat boet. Trots sin litenhet har hermelinen en av de längsta dräktighetstiderna bland däggdjur, elva månader, på grund av dess användning av fördröjd inplantering, där ägget inte sätts in i livmodern förrän månader efter befruktningen . Djurets verkliga dräktighet är mycket kortare (cirka 43 dagar), vilket antagligen är en anpassning till den mycket årstidsbetonade miljö som hermelinen lever i.
Per kull föds 6 till 12 ungar som i början är blinda. De syns första gången utanför boet efter ungefär åtta veckor, och sedan jagar de en tid tillsammans med modern. Efter 60 till 70 dagar slutar honan med digivning. Unga honor kan vid denna tidpunkt vara könsmogna. Hannar blir vanligen könsmogna vid slutet av första levnadsåret eller under andra levnadsåret.
De flesta individer lever bara ett eller två år. Sällan blir hermelinen upp till sju år gammal.

## Symbolik

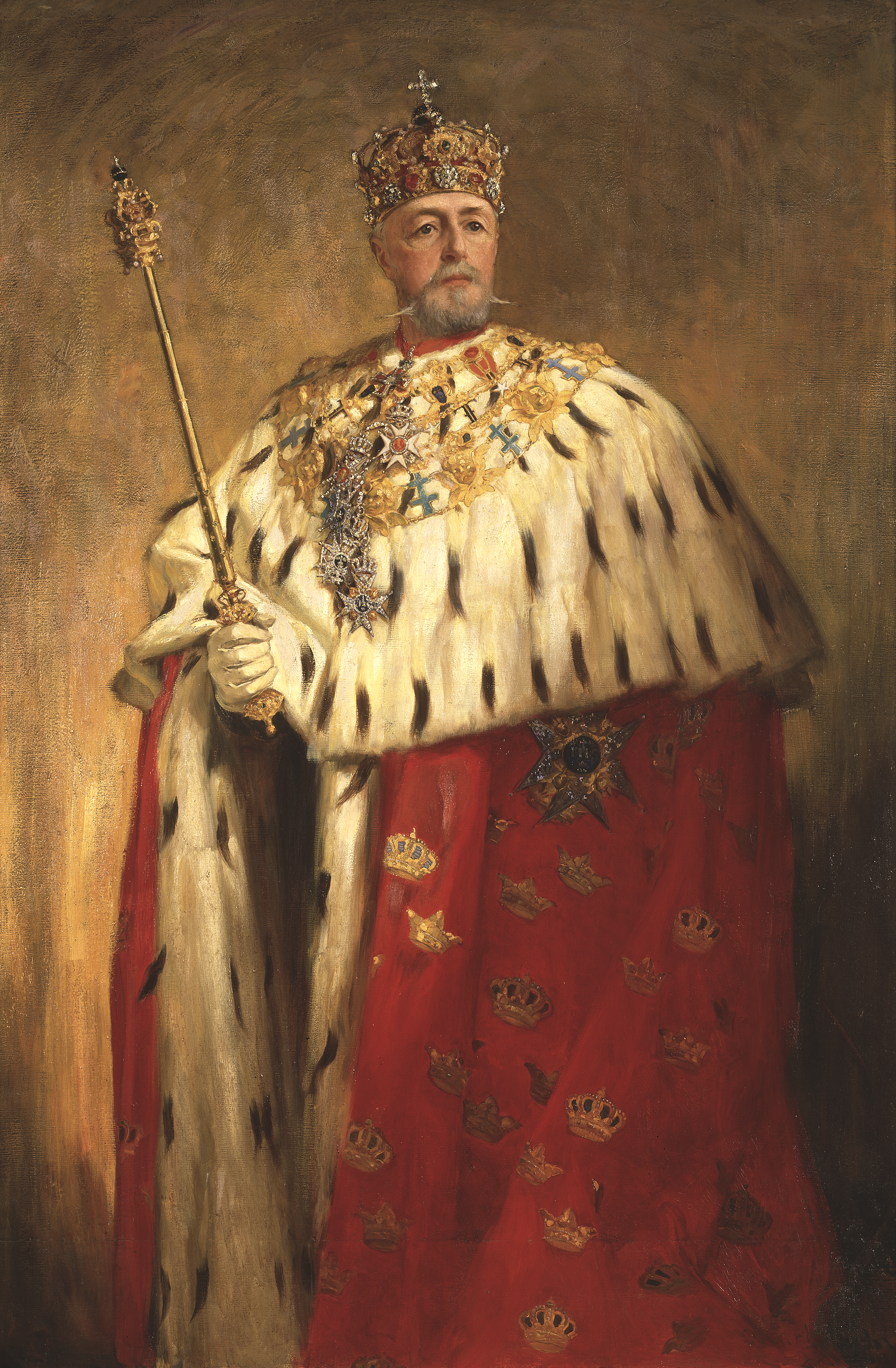
Kung Oscar II i mantel med bräm av hermelin. Målning av Oscar Björck.

Oskar I:s kröningsstövlar

Bretagnes vapen: fält av hermelin

Hermelinens päls (framför allt vinterpälsen) värderades länge högt inom pälshandeln, och den användes bland annat för att kanta mantlar. Vinterpälsen kallas ofta bara hermelin, och användes i Europa som en symbol för regale (jaktregale). De mantlar som det brittiska överhusets ledamöter bär vid ceremoniella tillfällen var tidigare kantade med hermelin, men nu används konstgjord päls. Hermelinen sågs i Europa också som en symbol för renhet; enligt myten dog den hellre än smutsade ner sin päls. Devisen ”malo mori quam foedari” (sv. "hellre död än vanärad") förknippas med den myten. I vissa delar av Japan anses djuret på grund av sin skygghet och utseende ändå vara ett tecken på tur.

### Heraldik
Inom heraldiken används termen hermelin i betydelsen ett vitt fält bestrött med små avlånga svarta symboler. Detta representerar en vit hermelinpäls dekorerad med de svarta svansspetsarna, herminerna. Hermelin av detta slag räknas som en tinktur av typen pälsverk och är således inte en bild. I engelsk heraldik finns varianter på hermelin med andra färgkombinationer (vita herminer på svart, svarta på guld och andra), men de används inte i nordisk heraldik. Hermelinen som djur finns också som allmän bild, bland annat i Norra Österbottens landskapsvapen.

## Bygdemål
| Namn          | Trakt            |
| ------------- | ---------------- |
| Lilla vesslan | Småland (Västbo) |